# Jeffrey Wigand
Jeffrey Wigand (né le 17 décembre 1942, à New York) est surtout connu comme lanceur d'alerte des méfaits de l'industrie du tabac.
Ancien vice-président responsable de la recherche et du développement du fabricant de cigarettes américain Brown & Williamson, il se retourna contre l'industrie du tabac et permit la poursuite en justice de l'industrie du tabac aux États-Unis. Son histoire est le sujet du film Révélations, réalisé par Michael Mann et sorti en 1999. Il y est incarné par Russell Crowe.

## Histoire d'un lanceur d'alerte
Wigand commence à travailler pour Brown & Williamson en décembre 1988. À la suite d'une série d'incidents que Wigand qualifie d'« accrochages » avec la direction de la compagnie, Wigand est licencié en mars 1993. L'« ultime accrochage », la goutte qui fait déborder le vase, concerne le refus de Brown & Williamson de retirer la coumarine comme additif au tabac pour pipe. Les autorités américaines avaient déjà contraint l'industrie du tabac à retirer cette substance de toutes les cigarettes dès le milieu des années 1980, puisqu'on avait prouvé qu'elle était hépatotoxique chez le chien – et Wigand avait appris en 1992 que la coumarine était un « cancérigène spécifique des poumons chez les souris et les rats de laboratoire ». Le contrat de Wigand avec la compagnie est donc résilié, mais il y a des problèmes concernant la pleine application des clauses de résiliation, notamment en ce qui concerne le maintien de son traitement et de sa couverture médicale (l'une des filles de Wigand est « atteinte d'une maladie congénitale exigeant des soins médicaux intensifs ».)
Entretemps, Wigand reçoit des demandes de renseignement pour une enquête civile du ministère de la Justice. La compagnie exerce des pressions pour que Wigand signe un nouvel accord lui imposant un secret plus draconien que son premier contrat. Une série de circonstances amènent Wigand à s'associer à Lowell Bergman, producteur de la série 60 Minutes du réseau de télévision CBS. Il finit en août 1995 par décider d'accorder une entrevue à cette émission. La diffusion de l'entrevue est différée en attendant que Wigand puisse trouver « une représentation juridique compétente » et assurer la sécurité de sa maison. Le texte de la transcription de l'entrevue fait l'objet d'une fuite dans la presse new-yorkaise mais l'entrevue n'est diffusée que le 4 février 1996. Brown & Williamson poursuit Wigand de nouveau pour vol de secrets commerciaux et violation des clauses de confidentialité de son contrat. Entretemps, Wigand témoigne devant le ministère de la Justice fédéral et est assigné dans un procès civil de l'État du Mississippi contre l'industrie du tabac.
En 1996 il est nommé professeur de l'année dans l'État du Kentucky où il enseigne les sciences physiques, la biologie et le japonais à la DuPont Manual Magnet High School de Louisville.
Le procès intenté contre Wigand par Brown & Williamson est abandonné dans le cadre de l'entente conclue en 1997 entre les procureurs généraux d'une quarantaine d'états américains et l'industrie du tabac, le Tobacco Master Settlement Agreement (en).
À la suite du procès intenté à l'encontre de l'industrie du tabac, la condamnation est exemplaire et le montant des pénalités pécuniaires est un record dans les annales de la justice américaine. Ces pénalités s'élèvent à 246 milliards de dollars. Le témoignage de Jeffrey Wigand est déterminant dans cette action.
Aujourd'hui, Jeffrey Wigand n'enseigne plus au lycée et donne des conférences dans le monde entier à des publics variés, notamment des enfants, des étudiants en université, en médecine et en droit, ainsi qu'à un groupe diversifié de décideurs politiques. Il a été consultant de nombreux gouvernements du monde entier sur les politiques de lutte anti-tabac.